# (287787) Karády
(287787) Karády, désignation internationale (287787) Karady, est un astéroïde de la ceinture principale.

## Description
(287787) Karady est un astéroïde de la ceinture principale. Il fut découvert le 20 septembre 2003 à Piszkesteto par Krisztián Sárneczky et Brigitta Sipőcz. Il présente une orbite caractérisée par un demi-grand axe de 2,53 UA, une excentricité de 0,10 et une inclinaison de 5,4° par rapport à l'écliptique.

## Compléments